# Herrens röst i Sion ljuder
Herrens röst i Sion ljuder är en diakonipsalm av Johan Alfred Eklund från 1910. 
Musiken är av Philipp Nicolai ur Freuden Spiegel dess ewigen Lebens från ca 1599. Melodin kallas "koralernas konung". 
Eklunds text blir fria för publicering 2015.

## Publicerad som
- Nr 566 i Nya psalmer 1921, tillägget till 1819 års psalmbok under rubriken "Kyrkan och nådemedlen: Ordets ämbete och församlingslivet: Diakoni".
- Nr 236 i 1937 års psalmbok under rubriken "Diakoni".